# Tomasz Wójtowicz
Tomasz Grzegorz Wójtowicz (ur. 22 września 1953 w Lublinie, zm. 24 października 2022) – polski siatkarz, złoty medalista mistrzostw świata (1974) i igrzysk olimpijskich (1976), zdobywca Pucharu Europy Mistrzów Krajowych, nominowany do grona najlepszej „8” siatkarzy świata i amerykańskiej galerii siatkarskich sław – Volleyball Hall of Fame.

## Kariera sportowa
Zawodnik MKS Lublin i AZS Lublin, Avii Świdnik oraz Legii Warszawa (łącznie 1968–1982).
Był wicemistrzem Europy juniorów z Hiszpanii (1972) i brązowym medalistą ME w holenderskim Voorburgu (1973).
2-krotny mistrz Polski 1982, 1983 i wicemistrz 1981 z Legią Warszawa oraz 3-krotny brązowy medalista MP: 1976 (Avia Świdnik) i 1978, 1980 (Legia Warszawa). W jego klubowych osiągnięciach jest także Klubowy Puchar Europy Siatkarzy, jako owoc 8-letnich występów we Włoszech, w Santalu Parma (1985).
W barwach narodowych rozegrał 325 spotkań (1973–1984) zdobywając m.in.: tytuł mistrza świata w Meksyku (1974) i 2-krotnie miejsce w finałach MŚ 1978 w Rzymie (8. miejsce) i 1982 w Buenos Aires (6. miejsce) oraz 4 srebrne medale w ME w Belgradzie (1975), Helsinkach (1977), Paryżu (1979) i Berlinie (1983, najlepszy atakujący). Był także 3-krotnym uczestnikiem Pucharu Świata: w Pradze (1973) – 2. miejsce, w Tokio (1977) – 4. miejsce i ponownie w Tokio (1981) – 4. miejsce.
Dwukrotnie występował na igrzyskach olimpijskich: w Montrealu (1976 – złoty medal) i Moskwie (1980 – 4. miejsce).
Po IO w Moskwie wyjechał do Włoch, gdzie przez 8 lat występował w zespołach w Modenie, Parmie (z Santal Parma zdobył PEMK 1985), Ferrarze i Città di Castello.

## Po zakończeniu kariery
Został nominowany do nagrody dla siatkarza stulecia w wielkim plebiscycie organizowanym przez FIVB (ostatecznie na siatkarza stulecia wybrano Amerykanina Karcha Kiraly’ego), a w 2002 jako pierwszy Polak trafił do siatkarskiej Galerii Sław mieszczącej się w Holyoke.
Był właścicielem restauracji w Lublinie. Komentował także w telewizji Polsat mecze siatkarskie. W 2003 roku wystąpił w filmie Zmruż oczy, gdzie zagrał ochroniarza.
Zmarł wskutek nowotworu trzustki, który zdiagnozowano w grudniu 2019.

### Polityka
Bez powodzenia kandydował do Parlamentu Europejskiego w 2004 z listy Inicjatywy dla Polski oraz do Sejmu w 2005 z listy Prawa i Sprawiedliwości. W 2005 był także członkiem Honorowego Komitetu Poparcia Lecha Kaczyńskiego w wyborach prezydenckich.

### Nagrody i odznaczenia
- Krzyż Komandorski Orderu Odrodzenia Polski (2021)[10]
- Srebrny Wielki Krzyż FIVB (2022)[11][12]
- Odznaka Zasłużony Mistrz Sportu
- Złoty Medal za Wybitne Osiągnięcia Sportowe - dwukrotnie
- honorowe obywatelstwo Lublina (14 września 2021)[13]
- honorowe obywatelstwo Świdnika (21 września 2021)[14]
- Medal 700-lecia Lublina (2017)
- Nagroda Specjalny Ambasador województwa lubelskiego (2022)
- Najlepszy siatkarz sezonu 1974/1975 i 1982/1983 w plebiscycie Przeglądu Sportowego
- Odcisk dłoni w siatkarskiej Alei Gwiazd w Miliczu (wraz z Edwardem Skorkiem, Ryszardem Boskiem i Władysławem Pałaszewskim) (2003)

### Upamiętnienie
W dniach 17–19 września 2022 roku został rozegrany w Lublinie pierwszy turniej siatkarski Bogdanka Volley Cup im. Tomasza Wójtowicza. Natomiast w dniu 21 października 2021 roku Rada Miasta Lublin nadała imię Tomasza Wójtowicza lubelskiej Hali Sportowo-Widowiskowej „Globus”